# Boven-Botelberg
Boven-Botelberg (Engels: Budleigh Babberton) is een plaats in Harry Potter en de Halfbloed Prins, het zesde boek uit de Harry Potter-serie, geschreven door de Britse schrijfster J.K. Rowling.
Boven-Botelberg was de tijdelijke woonplaats van Hildebrand Slakhoorn die daar een huis van Dreuzels, die op vakantie zijn, heeft 'geleend'. In het begin van het zesde boek reizen Albus Perkamentus en Harry naar het dorp om Slakhoorn te overtuigen om als leraar Toverdranken op Zweinstein les te komen geven.